# Dunaújvárosi Acélbikák
Dunaújvárosi Acélbikák, także DAB. Docler (pol. Stalowe Byki Dunaújváros) – węgierski klub hokejowy z siedzibą w Dunaújváros.

## Nazwy klubu
- 1974-1988: Dunaújvárosi Kohász SE
- 1988-1990: Sziketherm HK
- 1990- 2004: Dunaferr SE
- 2004-2006: DAC-Invitel
- 2006-2008: DAB-Extra.hu
- 2008-: DAB. Docler

## Sukcesy
- Złoty medal mistrzostw Węgier: 1996, 1998, 2000, 2002, 2013, 2014
- Srebrny medal mistrzostw Węgier: 1997, 1999, 2001, 2003, 2004, 2005, 2007, 2010, 2011, 2015
- Brązowy medal mistrzostw Węgier: 1994, 1995, 2006, 2009
- Puchar Węgier: 1996, 1997, 1998, 2001, 2002, 2003, 2004, 2008, 2009, 2010, 2011, 2012, 2014
- Udział w Pucharze Kontynentalnym IIHF: 1997, 1998, 2002, 2003, 2004, 2008, 2009, 2011, 2012, 2014, 2015
- Złoty medal MOL Liga: 2012, 2013
- Srebrny medal MOL Liga: 2011
- Brązowy medal MOL Liga: 2010